# Tribuna do Sertão
Tribuna do Sertão é uma empresa gráfica e jornal regional, com sede na cidade baiana de Brumado, fundado em 1985, na cidade de Caetité.

## História
O jornal foi criado pelo engenheiro Maurício Lima Santos, filho da historiadora Helena Lima Santos e sobrinho do ex-Primeiro Ministro do Brasil, Hermes Lima. Como registraram Jorge Augusto Alves da Silva e Julinara Silva Vieira, "teve início em Caetité, porém, com a mudança de seu fundador para a cidade de Brumado; ali se instalou junto a uma empresa gráfica, passando a noticiar matérias sobre a vasta região sertaneja, com publicações e escritos de autores locais, como Dário Cotrim, de Guanambi – BA (atual diretor da Biblioteca Pública de Montes Claros-MG), Fabiano Cotrim, de Caetité – BA (Membro da Academia Caetiteense de Letras), Raimundo Marinho, de Livramento de Nossa Senhora, Luciano Ribeiro, de Caculé, José Walter Pires (membro da Academia Brasileira de Literatura de Cordel), entre outros".
Em Brumado Lima instalou o jornal junto a uma gráfica, noticiando matérias de vasta região sertaneja e publicando escritos de autores locais, como Tiãozito Cardoso, e de outras cidades, como Dário Cotrim, natural de Guanambi, Fabiano Cotrim, natural de Caetité e Tânia Martins, natural de Licínio de Almeida. Dispõe de uma versão online denominada Sertão Hoje. Atualmente, a versão impressa circula em 70 municípios baianos, localizados nas regiões Sudoeste e Oeste da Bahia.
A versão impressa tem "periodicidade quinzenal, um total de tiragem por volta de cinco mil exemplares e distribuição gratuita, o jornal Tribuna do Sertão circula em 46 municípios da Bahia" e sua versão digital é feita no site  Sertão Hoje.